# 福山里 (烏來區)
福山里，是台灣新北市烏來區的一里。也是該區及新北市位置最南的里。

## 外部連結
- 福山里 （页面存档备份，存于），烏來區公所